# 李允用
李 允用（り いんよう、イ・ユニョン、朝鮮語: 이윤용、咸豊4年〈1854年〉7月24日 - 昭和13年〈1938年〉9月8日）は、朝鮮の政治家、実業家。位階勲等爵位は正三位勲一等男爵。日本統治時代には朝鮮総督府中枢院顧問などの要職を歴任した。弟は大韓帝国内閣総理大臣などを歴任した李完用。字は景中、本貫は牛峰李氏。

## 経歴

### 前半生

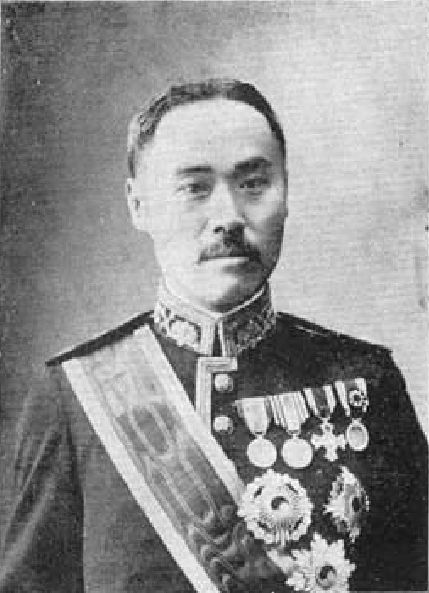
弟の李完用

咸豊4年（1854年）、李氏朝鮮の平安道平壌で生まれる。判書を務めていた父の李鎬俊にとっては妾の子であったため、遠い親戚である李鎬奭の息子・李完用を養子として引き取り、彼を嫡子とした。その代わりに、生前自らの財産の大半は允用に相続している。このことについて、完用が異議を唱えることはなかった。なお、允用に完用以外の兄弟姉妹がいたかははっきりしていない。
父・李鎬俊は世渡りの達人だった。彼が官僚を務めていた朝鮮末期の高宗の治世は壬午軍乱、甲申政変、甲午改革、乙未事変、露館播遷などの政変や動乱が後を絶たない激動の時代であった。そのような中で多くの重臣や政客が惨殺されていき、そこまでいかずとも外国へ亡命しなければ投獄や流刑が待ちかまえていた。政変のたびに権力は揺らぎ、最後まで自らの地位を保てた者を見つけるのは至難の業だったが、このような激動の時代を生きたにもかかわらず、李鎬俊だけは一度も政変に巻き込まれることなく30年以上も高宗から寵愛を受け続け、一貫して自らの地位を守り抜いた。これは朝鮮末期の政治史に鑑みれば奇跡と言えるほどのことである。こういった父の身の振り方は、少なからず允用に影響を及ぼした。
李允用は興宣大院君の庶子と結婚したが、この庶子は李載先推戴事件で処刑された李載先の異母妹である。この事件の際には、彼は雲峴宮を見限って高宗と明成皇后に顛末を告げ、結果として義兄である載先の弾劾に関わった。死別した後は金箕台の娘と再婚した。
一方、興宣大院君の庶子と結婚したことにより、実父の李鎬俊は興宣大院君とより親密な関係を築くことに成功した。この縁により、鎬俊は哲宗末期、趙成夏や趙寧夏と、当時冷遇されていた興宣大院君の仲を取り持った。趙らはその際、叔母に当たる神貞王后と興宣大院君の親交を斡旋し、哲宗の後継として高宗を擁立している。

### 日韓併合前

#### 李氏朝鮮時代
同治8年（1869年）、官僚試験を突破し、敦寧府の参奉職を受領した。同治13年（1874年）11月に興宣大院君は失脚したが、允用は官職に留まり続けた。光緒7年（1881年）には陽徳県の県監に就任。
同年、義兄である李載先が王位簒奪を企てた際には、允用も関与が疑われて一時的に危機を迎えた。しかし、顛末を高宗および明成皇后に報告し、国王側に付くことで難を逃れた。政界復帰を果たしてからは、光緒10年（1884年）に通政大夫へ陞資している。次いで全羅道兵馬節度使に選任されたが、再び内職へ戻って嘉善大夫へ陞資し、漢城府右尹、禁軍別将、兵曹参判などの要職を歴任した。光緒13年（1887年）に嘉義大夫、光緒15年（1889年）に資憲大夫へ陞資。
漢城府判尹・知義禁府事を経て寧辺府事に赴任し、光緒16年（1890年）には鳳山郡守に任じられた。光緒17年（1891年）、再び寧辺府事に赴任し、光緒20年（1894年）からは刑曹判書と左捕盗庁捕盗大将を兼任した。開国503年（1895年）8月に金弘集政権が発足すると警務使に任じられ、親露派の李範晋などとともに台頭した。乙未事変の動乱によって親露派と親日派の対立が深まると、允用は李範晋、李完用ら親露派の要人や駐朝鮮ロシア公使ヴェベルなどと共謀し、建陽元年（1896年）2月11日に高宗をロシア公使館に移して政権の転覆を謀った。その際、親露派の要人とともに、宮中において内閣総理大臣・金弘集、農商工部大臣・鄭秉夏、度支部大臣・魚允中ら親日派の捕縛に努めたが、一連の事変で金以下政権閣僚は市民に殺害され、生き残った者も日本へ亡命する以外道がなかった。その後成立した親露派の李範晋政権では軍部大臣や農商工部大臣を務め、陸軍副将に任官後の光武元年（1897年）には議政府賛政に昇進した。

#### 大韓帝国時代
光武2年（1898年）、法規校正所の議政官に任じられると、後に大韓帝国の成文憲法かつ朝鮮史上初の近代憲法となる大韓国国制の制定に尽力した。このころ、朝鮮に駐屯していた日本軍は軍用地を確保すべく、朝鮮の土地買収を行っていた。しかしながら、朝鮮の支配権を巡るロシア帝国との対立から、土地買収は思うように進まなかった。全羅南道務安府（現・木浦市）に位置する高下島の買収を巡っては、現地朝鮮人による日露二重売買交渉が発覚したり、駐韓ロシア公使から地券交付要求があったりと難航したが、当時の陸軍副将である允用は日本の売買交渉を仲介し、ロシアへの妨害工作に協力した。次いで中枢院医官、軍部大臣、軍制議政官などを歴任し、朝鮮の軍制度改革に着手した。光武4年（1900年）7月に再び議政府賛政となり、同年漢城電気会社の社長に就任している。光武7年（1903年）に慶尚南道および慶尚北道観察使に任じられ、各地に赴任した。光武9年（1905年）には賛謀官や侍従院卿署理、平理院裁判所裁判長などを務めている。光武10年（1906年）、漢城銀行の副銀行長に就任したが、同じ頃、弟の李完用は親露派から親日派に転向し始めていた。光武11年（1907年）、宮内府大臣に任じられた。同年9月の皇太子・嘉仁親王の韓国訪問の際には、親王の使節を仁川で出迎えて漢城までの道中に同行し、勲一等旭日大綬章を受章した。また、11月の英王李垠の日本留学においては随行員として東京まで同行したが、その勤労から、内閣総理大臣・西園寺公望によって勲一等旭日桐花大綬章が贈られた。なお、その年の7月にハーグ密使事件が起こると、大日本帝国政府は首謀者である高宗の退位を求めてきた。大韓帝国政府内では、高宗の退位を巡って賛否が分かれたが、李允用自身は退位賛成の立場を取った。同年9月19日、陸軍副将を免職されている。
なお、帝政末期に高宗からかつての宮殿である太和宮（現在の国務総理公館）を下賜されており、日本統治時代には閔奎植に売却した後、京城電気株式会社の社屋として使用された。

### 日本統治時代
隆熙4年（1910年）8月29日に大韓帝国が日本に併合されると、李允用は朝鮮貴族令に基づき男爵を授爵した。なお、日本の植民政策を支援する民間団体である東洋協会に加盟し、併合が行われた隆熙4年には、日本による朝鮮統治を主張する国是遊説団の団長に就任するなど、允用はかねてより日韓併合を主張していた人物である。併合の際には、李載完や韓相龍などとともに、主に財政面で支援を行った。
日本統治時代は実業家として様々な事業に取り組みながら、裕福な生活を送っていた。隆熙3年（1909年）から、かつて副銀行長を務めていた漢城銀行の第3代銀行長（頭取）に就任しており、韓国併合後も大正12年（1923年）まで在任した。なお、この銀行の創設者である金宗漢も、允用と同様に朝鮮貴族として男爵を授爵している。大正7年（1918年）2月7日、京畿道の道参事に任じられた。
いわゆる内鮮融和を旨としていた允用は、大正5年（1916年）に組織された親日団体である大正親睦会の幹部を務めていた他、大正8年（1919年）11月には朝鮮総督府に対して、株式会社京城取引所設立の出願を閔泳綺らとともに行っている。当時の朝鮮では、米穀や株式を扱う定期取引所の設置に関して、その根本となる取引所法が制定されるまでは設立を認可しないものとされていた。そのため、内鮮人共同経営による朝鮮経済発展を目指す足がかりとして出願したところであったが、允用らの出願の半年前である同年5月、京城の金物王と称された釘本藤次郎によって、京城株式現物取引市場の出願がなされていた。両者からの出願を受けた朝鮮総督府殖産局長の西村保吉は、結果として形式上釘本の出願に認可を与えたが、允用の示した内鮮人共同経営の精神を最大限反映した設立条件も付帯させている。大正9年（1920年）、允用は子爵・閔丙奭、趙鎮泰、山本条太郎、原田金之祐、釘本藤次郎ら日鮮の実業家とともに、朝鮮生命保険会社の設立を申請した。大正10年（1921年）10月14日付で総督府より設立の認可がおりたが、これは朝鮮における生命保険の先駆けとなるものであった。
また、大正9年（1920年）には他にも、允用は弟の李完用とともに朝鮮人参の販売権を巡って抗議運動を起こしている。当時、朝鮮人参は総督府の専売品であり、朝鮮はおろか内地にもほとんど供給されていなかった。中国への輸出は三井物産が独占する状況であったため、允用らは、内鮮融和の観点からも、販売権を朝鮮人に移してほしいと総督府に訴え出た。しかしながら、総督府としても、朝鮮人参の品質と希少性から、扱う業者は信頼の十分における販売元でなければならないこと、三井物産は長年にわたって苦心しながら市場を開拓してきたものであって、安易に販売者を増やせば三井への面目が立たないことなどを理由として、簡単に議論できるものではないとの返答をしている。
大正14年（1925年）6月7日、允用は楊州郡の仏興寺を訪問し、数日間滞在していたが、その最中数名の博徒に囲まれた。彼らに謀られた結果、詐欺賭博によって金3万円もの大金を巻き上げられる被害にあい、允用はそのショックから、帰宅後体調を崩して寝込んでしまった。通報を受けた京城鍾路警察署の捜査によって、主犯は行方を眩ませたが、共犯である3名は逮捕に至っている。
昭和3年（1928年）10月2日、朝鮮総督府中枢院顧問に任じられ、昭和6年（1931年）10月1日に任期満了となったが再任を果たした。昭和9年（1934年）4月17日、朝鮮史編修会顧問に任じられ、中枢院顧問は同年10月1日に任期満了となったが、翌日付で再々任となる。昭和10年（1935年）に朝鮮総督府が編纂した『朝鮮功労者名鑑』には、朝鮮人功労者として353人が選出されたが、そのうちの1人として掲載された。昭和12年（1937年）10月2日付で再び中枢院顧問に任じられ、10月4日に手当として年額3,000円が下賜された。昭和13年（1938年）9月8日午後9時46分、京城府嘉会町にて85歳で薨去。同日付で、宮内省より特旨をもって正三位へ追陞となった。葬儀は9月12日に京城府の博文寺で執り行われたが、皇室からは9月11日に朝鮮総督府法務局長官の宮本元が勅使として李允用の邸宅に差し遣わされ、幣帛が下賜された。遺骨は京畿道楊州郡広積面の墓所に埋葬された。男爵位は、10月15日に孫である李丙玉が襲爵した。
現在の韓国において、日韓併合を推進した者は親日派（売国奴）としてさげすまれるが、允用の名は、2002年の民族精気を立てる国会議員の会による親日派708人名簿、2007年の親日反民族行為真相糾明委員会による親日反民族行為195人名簿、2008年の親日人名辞典編纂委員会による親日派リストのすべてに記載されている。

## 親族
| 興宣大院君 | 興宣大院君 | 興宣大院君 | 興宣大院君 | 興宣大院君 | 興宣大院君 |        |        |        |        |        |        |        |        |                 |                 |                 |                 | 李鎬俊          | 李鎬俊          | 李鎬俊 | 李鎬俊 | 李鎬俊 | 李鎬俊 |                 |                 |                 |                 |                 |                 |  |  |        |        |        |        |        |        |        |        |        |        |        |        | 趙秉翼 | 趙秉翼 | 趙秉翼 | 趙秉翼 | 趙秉翼 | 趙秉翼 |        |        |        |        |        |        |  |  |  |  |  |  |  |  |  |  |  |  |  |  |  |  |
| 興宣大院君 | 興宣大院君 | 興宣大院君 | 興宣大院君 | 興宣大院君 | 興宣大院君 |        |        |        |        |        |        |        |        |                 |                 |                 |                 | 李鎬俊          | 李鎬俊          | 李鎬俊 | 李鎬俊 | 李鎬俊 | 李鎬俊 |                 |                 |                 |                 |                 |                 |  |  |        |        |        |        |        |        |        |        |        |        |        |        | 趙秉翼 | 趙秉翼 | 趙秉翼 | 趙秉翼 | 趙秉翼 | 趙秉翼 |        |        |        |        |        |        |  |  |  |  |  |  |  |  |  |  |  |  |  |  |  |  |
|            |            |            |            |            |            |        |        |        |        |        |        |        |        |                 |                 |                 |                 |                 |                 |        |        |        |        |                 |                 |                 |                 |                 |                 |  |  |        |        |        |        |        |        |        |        |        |        |        |        |        |        |        |        |        |        |        |        |        |        |        |        |  |  |  |  |  |  |  |  |  |  |  |  |  |  |  |  |
| 李氏       | 李氏       | 李氏       | 李氏       | 李氏       | 李氏       |        |        |        |        |        |        | 李允用 | 李允用 | 李允用          | 李允用          | 李允用          | 李允用          |                 |                 |        |        |        |        | 李完用 （養子） | 李完用 （養子） | 李完用 （養子） | 李完用 （養子） | 李完用 （養子） | 李完用 （養子） |  |  |        |        |        |        | 趙氏   | 趙氏   | 趙氏   | 趙氏   | 趙氏   | 趙氏   |        |        |        |        |        |        |        |        | 趙民熙 | 趙民熙 | 趙民熙 | 趙民熙 | 趙民熙 | 趙民熙 |  |  |  |  |  |  |  |  |  |  |  |  |  |  |  |  |
| 李氏       | 李氏       | 李氏       | 李氏       | 李氏       | 李氏       |        |        |        |        |        |        | 李允用 | 李允用 | 李允用          | 李允用          | 李允用          | 李允用          |                 |                 |        |        |        |        | 李完用 （養子） | 李完用 （養子） | 李完用 （養子） | 李完用 （養子） | 李完用 （養子） | 李完用 （養子） |  |  |        |        |        |        | 趙氏   | 趙氏   | 趙氏   | 趙氏   | 趙氏   | 趙氏   |        |        |        |        |        |        |        |        | 趙民熙 | 趙民熙 | 趙民熙 | 趙民熙 | 趙民熙 | 趙民熙 |  |  |  |  |  |  |  |  |  |  |  |  |  |  |  |  |
|            |            |            |            |            |            |        |        |        |        |        |        |        |        |                 |                 |                 |                 |                 |                 |        |        |        |        |                 |                 |                 |                 |                 |                 |  |  |        |        |        |        |        |        |        |        |        |        |        |        |        |        |        |        |        |        |        |        |        |        |        |        |  |  |  |  |  |  |  |  |  |  |  |  |  |  |  |  |
|            |            |            |            |            |            |        |        |        |        |        |        |        |        |                 |                 |                 |                 |                 |                 |        |        |        |        |                 |                 |                 |                 |                 |                 |  |  |        |        |        |        |        |        |        |        |        |        |        |        |        |        |        |        |        |        |        |        |        |        |        |        |  |  |  |  |  |  |  |  |  |  |  |  |  |  |  |  |
|            |            |            |            |            |            | 李明九 | 李明九 | 李明九 | 李明九 | 李明九 | 李明九 |        |        |                 |                 | 李升九          | 李升九          | 李升九          | 李升九          | 李升九 | 李升九 |        |        | イム・キルグィ  | イム・キルグィ  | イム・キルグィ  | イム・キルグィ  | イム・キルグィ  | イム・キルグィ  |  |  |        |        | 李恒九 | 李恒九 | 李恒九 | 李恒九 | 李恒九 | 李恒九 |        |        | 金鎭九 | 金鎭九 | 金鎭九 | 金鎭九 | 金鎭九 | 金鎭九 |        |        | 趙重寿 | 趙重寿 | 趙重寿 | 趙重寿 | 趙重寿 | 趙重寿 |  |  |  |  |  |  |  |  |  |  |  |  |  |  |  |  |
|            |            |            |            |            |            | 李明九 | 李明九 | 李明九 | 李明九 | 李明九 | 李明九 |        |        |                 |                 | 李升九          | 李升九          | 李升九          | 李升九          | 李升九 | 李升九 |        |        | イム・キルグィ  | イム・キルグィ  | イム・キルグィ  | イム・キルグィ  | イム・キルグィ  | イム・キルグィ  |  |  |        |        | 李恒九 | 李恒九 | 李恒九 | 李恒九 | 李恒九 | 李恒九 |        |        | 金鎭九 | 金鎭九 | 金鎭九 | 金鎭九 | 金鎭九 | 金鎭九 |        |        | 趙重寿 | 趙重寿 | 趙重寿 | 趙重寿 | 趙重寿 | 趙重寿 |  |  |  |  |  |  |  |  |  |  |  |  |  |  |  |  |
|            |            |            |            |            |            |        |        |        |        |        |        |        |        |                 |                 |                 |                 |                 |                 |        |        |        |        |                 |                 |                 |                 |                 |                 |  |  |        |        |        |        |        |        |        |        |        |        |        |        |        |        |        |        |        |        |        |        |        |        |        |        |  |  |  |  |  |  |  |  |  |  |  |  |  |  |  |  |
|            |            |            |            |            |            |        |        |        |        |        |        |        |        |                 |                 |                 |                 |                 |                 |        |        |        |        |                 |                 |                 |                 |                 |                 |  |  |        |        |        |        |        |        |        |        |        |        |        |        |        |        |        |        |        |        |        |        |        |        |        |        |  |  |  |  |  |  |  |  |  |  |  |  |  |  |  |  |
|            |            |            |            |            |            | 李丙玉 | 李丙玉 | 李丙玉 | 李丙玉 | 李丙玉 | 李丙玉 |        |        | 李丙吉 （養子） | 李丙吉 （養子） | 李丙吉 （養子） | 李丙吉 （養子） | 李丙吉 （養子） | 李丙吉 （養子） |        |        | 李丙喜 | 李丙喜 | 李丙喜          | 李丙喜          | 李丙喜          | 李丙喜          |                 |                 |  |  | 李丙周 | 李丙周 | 李丙周 | 李丙周 | 李丙周 | 李丙周 |        |        | 李丙喆 | 李丙喆 | 李丙喆 | 李丙喆 | 李丙喆 | 李丙喆 |        |        | 李丙吾 | 李丙吾 | 李丙吾 | 李丙吾 | 李丙吾 | 李丙吾 |        |        |  |  |  |  |  |  |  |  |  |  |  |  |  |  |  |  |

- 父: 李鎬俊（李完用の継父）
- 母: 不詳
  - 弟: 李完用（1857年7月17日 - 1926年2月12日)
- 妻: 興宣大院君の庶子（死別）
- 妻: 金箕台の庶子
- 息子: 李明九
- 孫: 李丙玉（朝鮮語版）（1913年 - 1989年）
- 義父: 興宣大院君（1820年 - 1898年）
  - 義兄: 完恩君李載先（不明 - 1881年）
    - 甥: 李灌鎔（朝鮮語版）

## 栄典
位階等
- 隆熙元年（1907年）9月6日 - 従一品[1]
- 大正元年（1912年）12月7日 - 正五位[57]
- 大正8年（1919年）12月27日 - 従四位[58]
- 昭和13年（1938年）9月8日 - 正三位[52]

爵位
- 明治43年（1910年）10月7日 - 男爵[27][59]

勲章等
- 光武2年（1898年）11月22日 - 勲二等瑞宝章[1]
- 光武10年（1906年）日付不明 - 勲一等八卦章（朝鮮語版）
- 明治40年（1907年）
  - 10月18日 - 勲一等旭日大綬章[1]
  - 日付不明 - 勲一等太極章
- 明治41年（1908年）
  - 1月10日 - 勲一等旭日桐花大綬章[60][24]
  - 2月14日 - 大勲位李花大綬章[61]
- 大正3年（1914年）6月12日 - 木杯一個（金泉公立尋常高等小学校の増築費に対する金50円の寄付に応じて）[62]
- 大正4年（1915年）
  - 1月23日 - 木杯一個（道路拡張工事に対する水田45坪の土地寄贈に応じて）[63]
  - 2月16日 - 銀木杯一組（慶尚北道金山公立普通学校の増築費に対する金100円の寄付に応じて）[64]
- 大正9年（1920年）4月28日 - 金杯一個[65]
- 昭和3年（1928年）11月10日 - 昭和大礼記念章[66]